# Loma de Junguito
Loma de Junguito är en ort i Mexiko.   Den ligger i kommunen Atltzayanca och delstaten Tlaxcala, i den sydöstra delen av landet, 150 km öster om huvudstaden Mexico City. Loma de Junguito ligger 2 491 meter över havet och antalet invånare är 287.
Terrängen runt Loma de Junguito är platt åt sydväst, men åt nordost är den kuperad. Runt Loma de Junguito är det ganska tätbefolkat, med 239 invånare per kvadratkilometer. Närmaste större samhälle är Huamantla, 19,3 km väster om Loma de Junguito. Omgivningarna runt Loma de Junguito är en mosaik av jordbruksmark och naturlig växtlighet.